# Black Panther Party
Black Panther Party (česky Strana černých panterů), původně Black Panther Party for Self-Defense (Strana černých panterů za sebeobranu), byla politická organizace, kterou v roce 1966 založili Bobby Seale a Huey P. Newton. Strana působila v USA mezi lety 1966 a 1982. Další příbuzné organizace byly založeny ve Spojeném království (70. léta) a Alžírsku (v letech 1969 až 1972).
V době zrodu hnutí, v říjnu 1966, organizovat ozbrojenou domobranu, která měla monitorovat chování policistů v Oaklandu a předcházet tak policejní brutalitě. Nejpozději v roce 1969 se však hnutí přeorientovalo na sociální hnutí, kdy organizovalo řadu podpůrných aktivit pro afroamerickou komunitu. Jedním z takových sociálních programů byly například bezplatné snídaně pro děti. Další aktivitou bylo zakládání bezplatných klinik pro potřebné. Hnutí bylo nejvíce aktivní, a získalo největší podporu, ve velkých městech, jako Oakland, New York, Los Angeles, Seattle, Filadelfie a Chicago.
Tehdejší ředitel FBI J. Edgar Hoover označil hnutí za největší hrozbu vnitřní bezpečnosti země. Černí panteři byli jedním z cílů jeho kontrašpionážního programu COINTELPRO a byli vystaveni sledování, infiltraci, policejnímu obtěžování, křivým svědectvím a dalším praktikám, které měly za cíl podrýt autoritu vůdců strany a kriminalizovat a zdiskreditovat hnutí.
Členové Černých panterů byli zapleteni do řady střetů s policií. Z vraždy policisty byl v roce 1967 obviněn a o rok později odsouzen i zakladatel strany Huey P. Newton, ovšem v roce 1970 bylo při novém přelíčení obvinění staženo. Další člen Panterů Eldridge Cleaver vedl v roce 1968 přepadení oaklandských policistů. Z potyčky vyšli dva zranění policisté a jeden mrtvý člen Černých panterů. Cleaver byl téhož roku obviněn z pokusu o vraždu a proto raději zvolil exil na Kubě a v dalších státech, kde pobýval do roku 1975. Násilí se nevyhnulo ani členům organizace, například v roce 1969 byl mučen a zavražděn Alex Rackley, kterého ostatní Panteři považovali za informátora policie.
Svého času bylo významným hnutím americké mimoparlamentní opozice a stala jednou z hlavních ikon alternativní kultury 60. let. Útisk hnutí ze strany státu vedl k rozmachu členské základny, stejně jako soudní přelíčení se členy. Základnu tvořili Afroameričané a zastánci levice. Vrcholem hnutí byl rok 1970, kdy mělo místní organizace v 68 městech a čítalo na tisíce členů. Nicméně stále častější negativní zprávy o činnosti hnutí v médiích vedly ke ztrátě podpory většinové společnosti a hnutí se tak propadlo do izolace. Stejně tak rozvratně působily úspěšné akce FBI v rámci programu COINTELPRO. Další propad v podpoře hnutí nastal po odhalení propojení Panterů s distribucí drog a vydíráním místních obchodníků. Většina místních organizací se rozpustila během sedmdesátých let 20. století. V roce 1980 již strana měla pouze 27 členů.

## Historie a aktivity

### Počátky (1966–1967)
Organizaci založili v říjnu 1966 v kalifornském Oaklandu aktivisté Huey P. Newton a Bobby Seale a původně měla sloužit hlavně jako domobrana pro ochranu černošských čtvrtí a komunit před rasismem a policejní brutalitou. Newton a Seale se seznámili při studiích na Merritt College, kde se přidali do organizace Afro-American Association. Postupně se začali přiklánět k filozofii revolučního anti-imperialismu. V téže době začali spolupracovat s militantnější organizací Revolutionary Action Movement. Během studií se také zapojovali do komunitních sociálních programů.
Impulzem k založení Černých panterů byla policejní vražda mladého neozbrojeného Afroameričana Matthewa Johnsona v San Francisku a následné nepokoje. Newton v lidech z ghetta viděl potenciální sílu, která dokáže čelit policejní brutalitě. Ovlivněn aktivitami Roberta F. Williamse, který utvořil domobranu na ochranu před Ku-klux-klanem, a jeho knihou Negroes with Guns (1962), začal Newton studovat zákony Kalifornie týkající se držení a používání zbraní. Na první vlastní zbraně si Newton a Seale vydělali přeprodejem Rudých knížek, které prodávali levicovým aktivistům z Univerzity v Berkeley.
V říjnu 1966 zavítal do Berkeley aktivista Stokely Carmichael, který byl hlavní tváří hnutí Black Power a volal po odporu se zbraněmi v rukou. Povzbuzeni tímto přístup se Newton a Seale rozhodli naplno pustit do založení Černých panterů. Přijali symbol Černých panterů jako své logo a zavedli typické uniformy, které tvořily černé kalhoty, černá kožená bunda a černý baret. Jejich prvním rekrutem byl šestnáctiletý Bobby Hutton, který v roce 1968 zemřel při přepadení oaklandských policistů, které organizoval Eldridge Cleaver.
V lednu 1967 byla v Oaklandu otevřena první oficiální centrála Černých panterů a začal být vydáván tisk The Black Panther: Black Community News Service. Zprvu bylo hlavním cílem hnutí využít práva na nošení zbraní na veřejnosti při tvorbě domobrany, která měla chránit občany před policejní brutalitou. Černí panteři takto sledovali policejní hlídky, při jejich obchůzkách ghetty a při kontrolách citovali zákony, které dokazovali, že nedělají nic protiprávního. Tyto aktivity zatím přilákaly jen malé množství nových členů. První zájem médií přitáhli v únoru 1967, kdy byli členové Černých panterů najati jako bodyguardi při návštěvě Betty Shabazz, vdovy po Malcolmovi X. V dubnu 1967 byl v Richmondu policií zastřelen dvacetidvouletý neozbrojený Afroameričan, přičemž se nevedlo žádné vyšetřování. Pozůstalí si proto najali Černé pantery, aby k případu přilákali pozornost. Ti poté vedli několik setkání s obyvateli ghetta, které vzdělali v jejich právech na nošení a užívání zbraní. Zejména využití práva na nošení nabité zbraně.
Hlavní moment zpopularizování hnutí nastal v květnu 1967, kdy se Panteři rozhodli uspořádat demonstraci před kalifornským státním shromážděním. Několik Černých panterů tehdy vstoupilo do budovy shromáždění s nabitými zbraněmi, což vedlo k jejich zatčení a odsouzení k přestupkům. Incidentu se chopila média a tím Černé pantery proslavila. V polovině května poté Panteři vydali program o deseti bodech Co chceme, v co věříme, který obsahoval požadavky na zlepšení postavení Afroameričanů a apel na změny společenského systému.

### Uvěznění Newtona a vrchol působení strany (1968–1969)

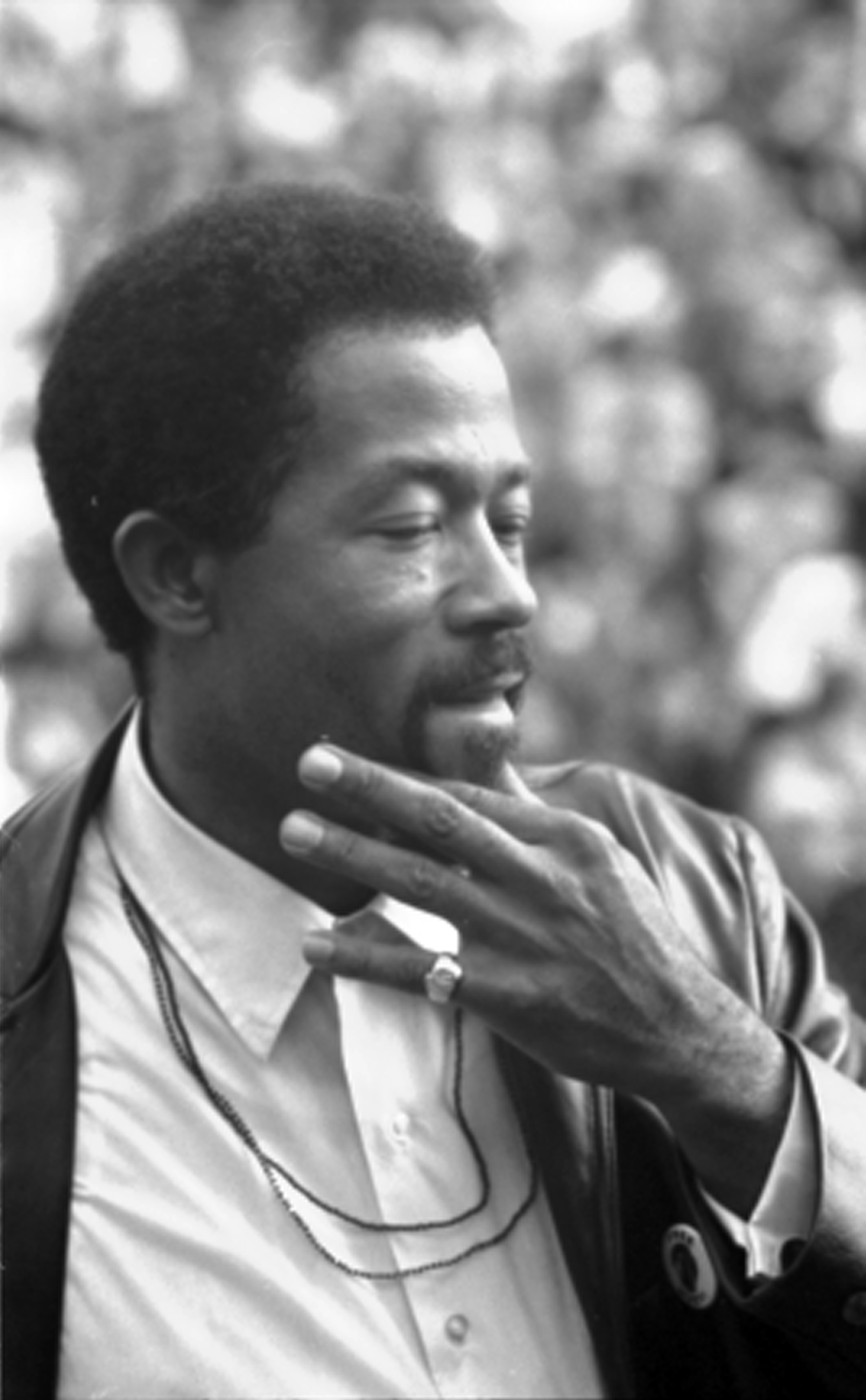
Eldridge Cleaver v roce 1968.

V roce 1967 FBI pověřila svůj kontrašpionážní program COINTELPRO, aby neutralizoval „nenávistné skupiny černosšských nacionalistů“. V září 1968 označil J. Edgar Hoover, ředitel FBI, hnutí za největší hrozbu vnitřní bezpečnosti země. Do roku 1969 se Černí panteři stali hlavním cílem domácích operací FBI proti černošským nacionalistům; byli cílem 223 z 295 akcí. Dalšími cíli byla hnutí Southern Christian Leadership Conference, Student Nonviolent Coordinating Committee a Nation of Islam. Cílem FBI bylo zabránit sjednocení organizací, vytvořit umělé spory mezi organizacemi, snižovat autoritu lídrů a kriminalizovat aktivity hnutí.
V říjnu 1967 byl oaklandský policista John Frey zastřelen během dopravní kontroly Hueyho P. Newtona, která vyústila v incident. Newton a jeden další policista byli během potyčky poraněni. Newton byl o rok později odsouzen z úmyslné vraždy, nicméně již v roce 1970 byl při opakovaném přelíčení propuštěn. Během konání prvního soudu v roce 1968 Newton tvrdil, že byl falešně obviněn. To vedlo k protestní kampani s názvem Free Huey! V téže době se hnutí propojilo s marxisticko-leninskou stranou Progressive Labor Party a levicovou Peace and Freedom Party. Zapojili se tím do protiválečných aktivit. V roce 1968 byla založena místní organizace v Los Angeles. Tu založil Bunchy Carter, který v té době vedl pouliční gang Slauson. V dubnu 1968 další člen Panterů, Eldridge Cleaver, vedl přepadení oaklandských policistů. Z potyčky vyšli dva zranění policisté a jeden mrtvý člen Černých panterů (Bobby Hutton). Cleaver byl téhož roku obviněn z pokusu o vraždu a proto raději zvolil exil na Kubě. V roce 1968 došlo ke zkrácení názvu hnutí na Black Panther Party. Téhož roku byly zakládány místní organizace v desítkách dalších měst a členství se do roku 1969 vyhouplo na 5000 osob. Hnutí vytvořilo také nový manifest, který se soustředil na sociální, ekonomickou a rasovou spravedlnost. V téže době spustili svů sociální program Sloužit lidem, kdy podávali bezplatné snídaně pro děti, organizovali vzdělávací aktivity, podporovali vznik bezplatných klinik apod. V roce 1969 byly otevřeny první Školy osvobození, které si kladly za cíl vzdělávat Afroameričany v jejich historii, kultuře a sociálním uvědomění. Jednou z takových škol byl také Intercommunal Youth Institute v Oaklandu. Vedle specifických předmětů se školy věnovaly také matematice, vědě a angličtině. Institut fungoval až do roku 1982.
Popularita Panterů se projevila i na letních olympijských hrách v roce 1968, kde sportovci Tommie Smith a John Carlos na stupních vítězů během přehrání americké hymny pózovali se zatnutou pěstí nad hlavou, pozdravem Černých panterů a hnutí Black Power. Za to si oba sportovci od Mezinárodního olympijského výboru vysloužili doživotní zákaz účasti na olympijských hrách. Během sedmdesátých let se Panteři dočkali také mediální podpory od herečky Jane Fondové a dalších. V roce 1968 byla také osobnostmi z hnutí hippies založena White Panther Party.

### Násilnosti a hledání podpory u komunistických režimů (1969–1970)

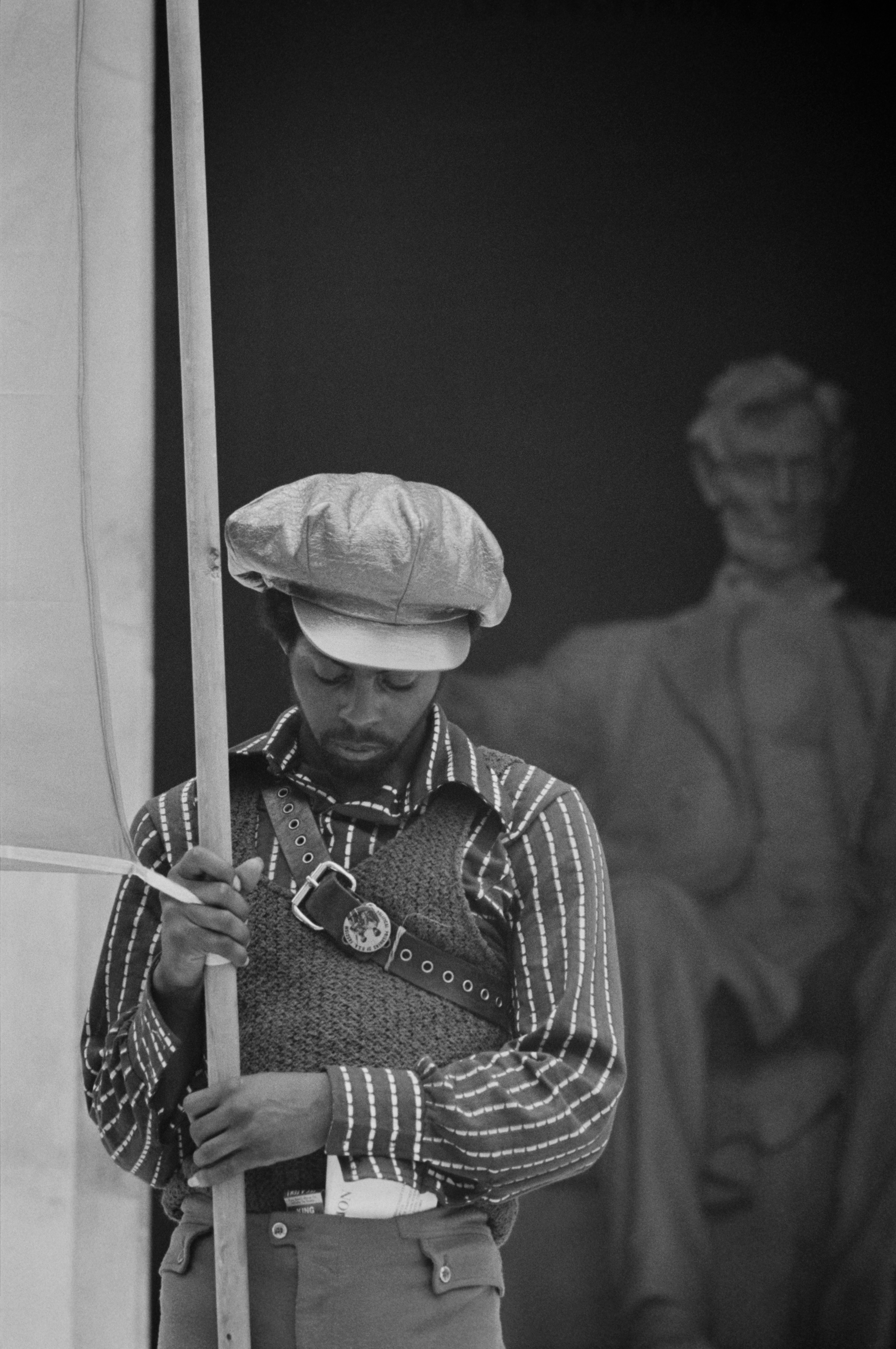
Černý panter stojící u Lincolnova památníku během sjezdu strany, červen 1970

V lednu 1969 se naplno projevil spor mezi Pantery a černošskou nacionalistickou organizací US Organization, který byl živen FBI. Při přestřelce na Univerzitě v Los Angeles byli zavražděni dva vůdcové Panterů z Los Angeles Bunchy Carter a John Huggins. V květnu téhož roku byli při další vzájemné přestřelce zastřeleni další dva Panteři. V prosinci 1969 byli usmrceni další dva Panteři, tentokrát policií, během razie v domě vůdce chicagských Panterů Freda Hamptona. Zastřeleni byli Hampton a Mark Clark. Vyšetřování ukázalo, že při přestřelce byla jen jedna kulka vypálena Pantery, zatímco policie vypálila kolem 80 nábojů. Navíc Clark vypálil onu jednu kulku jen zmáčknutím spouště v posmrtném reflexu. Jednadvacetiletý Hampton byl zastřelen v posteli, když neozbrojený spal vedle své těhotné snoubenky. Sedm dalších Panterů, kteří v té době spali v domě, bylo zbito a zraněno. Panteři byli obviněni z napadení a pokusů o vraždy policistů, nicméně tato obvinění byla později stažena jako neodůvodněná. V roce 1979 muselo město Chicago vyplatit pozůstalým finanční kompenzaci.
V květnu 1969 tři členové místní organizace Panterů v New Havenu mučili a zavraždili devatenáctiletého člena Alexe Rackleyho, kterého podezřívali, že je policejní informátor. Obviněni byli Warren Kimbro, George Sams Jr. a Lonnie McLucas. Sams u soudu uvedl, že pokyn k vraždě vydal sám Bobby Seale. Panteři v reakci řekli, že Sams je informátor policie a agent provokatér. Kimbro a Sams byli odsouzeni za vraždu. U Sealeho porota nevynesla rozsudek a soudce zamítl soud opakovat.
V roce 1970 se delegace Černých panterů vydala po cestě po Asii. Navštívili Vietnamskou demokratickou republiku, Severní Koreu a Čínskou lidovou republiku. Cílem delegace bylo navázat spolupráci s komunistickými režimy na boji proti americkému imperialismu. Jedním ze členů delegace byl i Eldridge Cleaver. Následně se delegace vydala také do Alžírska na první Panafrický kulturní festival. Později se Cleaver sešel také s Jásirem Arafatem a vyjádřil podporu jeho Organizaci pro osvobození Palestiny.

### Rozštěpení strany a následný konec (1971–1982)
Na začátku sedmdesátých let došlo k rozkolu uvnitř hnutí. Někteří členové (např. Huey P. Newton) se chtěli soustředit na domácí sociální činnost uvnitř komunit, zatímco jiní (např. Eldridge Cleaver), chtěli rozšířit militantní aktivity proti policii. Cleaver podněcoval konflikt svými proslovy, kdy vedení strany obvinil z přijetí reformismu, namísto revolučního charakteru. Cleaver byl následně vyloučen z vedoucích složek strany, nicméně sám převzal velení Black Liberation Army (BLA), která do té doby sloužila jako tajná ozbrojená složka Panterů. Panteři a BLA se následně porvali o členy, což vedlo ke čtyřem úmrtím.
V roce 1972 došlo k uzavření desítek neloajálních místních organizací, přičemž docházelo k nucenému převelení členů strany do centrály v Oaklandu. Například takto byla rozpuštěna organizace v Los Angeles. Většina členů se přepravila do Oaklandu, nicméně ozbrojené křídlo (bývalí členové gangu Slausons) zůstalo v LA, kde se následně přidali do vznikajícího gangu Crips. Černí panteři se v Oaklandu soustředili na politiku. Vytvořili pětiletý plán, který jim měl zajistit úspěch v obecních volbách. Kandidátní listinu vedl Bobby Seale, který tím kandidoval na starostu Oaklandu. Nicméně ve volbách neuspěli. Několik míst získali jen v místních komisích.
V roce 1974 byli Newton a další Panteři zatčeni a obviněni z napadení policistů. Newton v reakci zvolil exil na Kubě. Vedení strany po něm převzala Elaine Brownová. I ona se snažila dostat do městské politiky a neúspěšně kandidovala do zastupitelstva. Před volbami v roce 1977 podporovali kandidáta Demokratické strany Lionela Wilsona, který se stal prvním afroamerickým starostou Oaklandu. Pod velením Brownové došlo také k zvýšení role žen v hnutí, které dosadila do důležitých stranických funkcí. Brownová v roce 1974 najala jako účetní Betty Van Patterovou. V roce 1975 byl objeven její hrob. Policie nesesbírala dostatek důkazů pro obvinění kohokoliv z vraždy, ale obecně se předpokládalo, že ji nechalo zavraždit vedení Panterů v obavě z možného úniku účetních informací.
V roce 1977 se Huey Newton vrátil z exilu na Kubě, aby zjistil, že straně hrozí další rozkol. Někteří mužští členové byli nespokojeni s dominantní rolí žen ve straně pod vedením Brownové. Po sporech se Brownová rozhodla odejít ze strany a odletět do Los Angeles. Stranu postupně opouštělo čím dál tím více členů. V roce 1980 jich měla již jen posledních 27. Poslední ze škol otevřených Pantery byla uzavřena v roce 1982. Ve stejném roce byla činnost strany ukončena. Sám Huey Newton byl v srpnu 1989 zavražděn, kdy ho zastřelil Tyrone Robinson, člen gangu Black Guerrilla Family. Aktivity strany byly inspirací pro řadu dalších organizací. V roce 1989 pak byla založena New Black Panther Party. Mnoho bývalých členů hnutí zůstalo předními afroamerickými aktivisty nebo se stalo významnými komunitními politiky.

## Známí členové
- Huey P. Newton – spoluzakladatel strany
- Bobby Seale – spoluzakladatel a předseda strany, dodnes významný politický aktivista
- Angela Davisová
- George Jackson – aktivista za zlepšení podmínek ve věznicích, zastřelen 21. srpna 1971 ve věznici San Quentin, údajně při pokusu o útěk
- Fred Hampton – zástupce předsedy strany, zastřelen ve spánku při policejní razii 4. prosince 1969
- Eldridge Clever – člen radikálního křídla strany, později podporovatel a aktivista Republikánské strany
- Assata Shakur – členka radikálního křídla strany, obviněna ze zabití policisty, v současnosti žije v exilu na Kubě
- Abu Mumia Jamal – obviněn z vraždy policisty a odsouzen k trestu smrti
- Elaine Brown – předsedkyně strany, významná politická aktivistka